# Warlords IV: Heroes of Etheria
Warlords IV: Heroes of Etheria est un jeu vidéo de stratégie au tour par tour développé par Infinite Interactive et publié sur PC par Ubisoft Entertainment le 21 octobre 2003 en Amérique du Nord et le 27 novembre 2003 en Europe,. Il est le quatrième épisode de la série Warlords dont le premier volet est sorti en 1989. Le jeu se déroule dans un monde médiéval-fantastique appelé Etheria. Le jeu incorpore des éléments de jeu vidéo de rôle, le joueur pouvant créer des héros pouvant gagner de l’expérience et apprendre des sorts.

## Trame
Le jeu se déroule dans le monde médiéval-fantastique d’Etheria déjà développé dans les trois premiers opus de la série Warlords. Le scénario du jeu commence alors qu’un mage elfe noir, nommé Aravein, invoque d’innombrable démons qu’il envoie piller les lieux de connaissances du monde d’Etheria afin de découvrir le moyen d’invoquer un puissant seigneur démon. Le joueur incarne un seigneur de guerre devant lutter contre l’invasion démoniaque déclenchée par Aravein et l’empêcher d’accomplir son objectif.

## Système de jeu
Comme ses deux prédécesseur, Warlords IV: Heroes of Etheria est un jeu vidéo de stratégie au tour par tour dans lequel le joueur lutte avec ses adversaires pour le contrôle de cité lui permettant de produire des ressources et de recruter des troupes. Le joueur peut choisir d'incarner le leader d'une des dix factions du jeu - les chevaliers, l'empire, les nains, les ogres, les orcs, les morts-vivants, les elfes noirs, les démons, les dragons et les elfes - chacune disposant d’unités et de caractéristiques distinctes. Comme Warlords III, le jeu incorpore des éléments de jeu vidéo de rôle et permet au  joueur de recruter des héros. Ceux-ci sont plus forts que les unités de base et disposent de pouvoirs magiques pouvant parfois renverser un combat. Les héros peuvent  en plus gagner de l’expérience, leur permettant de devenir plus fort au fur et à mesure des combats. Contrairement à ses prédécesseurs, le jeu se focalise sur les combats qui ne sont plus résolus automatiquement, l’importance de la gestion et de la diplomatie ayant été revue à la baisse ,.
Plusieurs modes de jeu sont disponibles dans Warlords IV: Heroes of Etheria. Le joueur peut ainsi tenter de terminer la campagne du jeu ou lutter contre des adversaires contrôlés par l’ordinateur dans un scénarios généré aléatoirement.  Il est également possible de jouer à plusieurs en réseau local ou sur Internet,.

## Développement
Le succès de Warlords Battlecry et Warlords Battlecry II,  développé par Strategic Studies Group et publié respectivement en 2000 et 2002, donne à Steve Fawkner, le concepteur de la série, l’impulsion nécessaire pour quitter SSG et fonder son propre studio, Infinite Interactive, en 2003. SSG développe tout de même un quatrième Warlords mais Ubisoft n’est pas satisfait de la direction prise par le jeu. D’après Steve Fawkner, celui-ci n’est en effet pas dans la lignée des précédents opus de la série et se rapproche plus d’un « jeu de stratégie militaire avec des dragons ». L’éditeur confie alors son développement à Steve Fawkner et à son studio mais ne lui laisse que six mois pour le terminer. La nouvelle équipe récupère une partie du contenu du projet de SSG, notamment pour les graphismes, mais ces six mois sont tout de même insuffisant pour programmer entièrement le jeu. Celui-ci est donc terminé dans l’urgence sans que l’équipe puisse l’affiner autant que souhaité. 

## Accueil
| Warlords IV: Heroes of Etheria |      |       |
| Média                          | Nat. | Notes |
| AllGame                        | US   | 3/5   |
| GameSpot                       | US   | 84 %  |
| IGN                            | US   | 85 %  |
| Jeuxvideo.com                  | FR   | 50 %  |
| Joystick                       | FR   | 20 %  |

## Postérité
Bien que celle-ci n'ait pas encore été annoncée par l'éditeur du jeu, une suite serait actuellement en développement.